# Na Moral
"Na Moral" é uma canção da banda brasileira Jota Quest lançado em 13 de maio de 2002 para o álbum Discotecagem Pop Variada, que contou com a participação do cantor Seu Jorge. Após seu lançamento oficial foram lançadas três versões, uma ao vivo para o DVD MTV ao Vivo, em espanhol para o álbum Días Mejores e a mesma com participação de IKV para a coletânea Quinze. Em 2012 virou tema de abertura do programa de mesmo nome exibido pela Rede Globo.

## Prêmios e indicações
| Ano  | Prêmio                 | Categoria         | Resultado |
| ---- | ---------------------- | ----------------- | --------- |
| 2002 | MTV Video Music Brasil | Videoclipe de Pop | Indicado  |
| 2003 | Prêmio Multishow       | Melhor Música     | Indicado  |